# Bazouges-la-Pérouse
Bazouges-la-Pérouse (bret. Bazeleg-ar-Veineg) – miejscowość i gmina we Francji, w regionie Bretania, w departamencie Ille-et-Vilaine.
Według danych na rok 2007 gminę zamieszkiwało 1853 osób. Wśród 1269 gmin Bretanii Bazouges-la-Pérouse plasuje się na 52.324. miejscu pod względem powierzchni.